# Frank Riley
Frank Riley, pseudoniem van Frank Rhylick (1915 - 1996) was een Amerikaanse schrijver van sciencefiction. 
Samen met Mark Clifton won hij in 1955 een omstreden Hugo Award met de roman They'd Rather Be Right, ook bekend als The Forever Machine.
Tussen 1955 en 1958 heeft hij nog enkele novellen en korte verhalen gepubliceerd. Riley is met zekerheid de minst bekende Hugo-winnaar.
- Bibsys: 90166390
- CiNii: DA08216637
- International Standard Name Identifier: 0000 0000 8085 7530
- Library of Congress Control Number: n83003524
- Bibliotheek van het Japanse parlement: 00454236
- Nationale bibliotheek van Australië: 36270413
- Virtual International Authority File: 273719699